# 切尔滕纳姆大会堂
切尔滕纳姆大会堂（Cheltenham Town Hall）是英格兰格洛斯特郡切尔滕纳姆的一座20世纪初的建筑。它并不是一座市政厅，当地的市议会设于附近的 切尔滕纳姆市政办公室（Cheltenham Municipal Offices）。这是一座 II 级登录建筑.。

## 历史
该建筑于1902年10月1日奠基.，古典主义建筑风格，总造价约为45，000英镑。 1903年12月5日落成。